# Jérôme Erceau
Jérôme Erceau (né le 14 janvier 1973 à La Roche-sur-Yon) est un footballeur français occupant le poste de défenseur. À l'issue de sa carrière de joueur, il devient entraîneur. 

## Carrière
Jérôme Erceau commence sa carrière dans le club de sa ville natale, La Roche Vendée Football où il évolue en deuxième division, niveau qu'il ne dépasse pas ensuite lors de sa carrière, il dispute plus de 250 matchs. 
Il évolue ensuite dans les clubs de l'USL Dunkerque, l'Amiens SC, Le Mans UC 72, l'ES Wasquehal, le CS Louhans-Cuiseaux et le FC Martigues où il termine sa carrière de joueur en 2010 avant de devenir entraîneur de l'équipe en 2011. Alors dix-huitième du classement du National, il est démis de ses fonctions le 13 février 2012.
En 2017 et en 2018, il est membre au sein de la ligue de football des Hauts-de-Seine, du pôle juridique et statutaire, en siégeant notamment à la commission régionale du statut des éducateurs et des équivalences.

## Palmarès
- Vainqueur du groupe B de CFA en 2006 avec le FC Martigues.